# Chronique de Séert
La Chronique de Séert, dite aussi Histoire nestorienne, est un texte historiographique ecclésiastique arabe écrit par un écrivain nestorien anonyme vers 1036, et qui appartient à la littérature de l'Église d'Orient.

## Présentation du texte
Le texte a été transmis très lacunairement par un manuscrit en deux volumes, le premier appartenant à la bibliothèque du patriarcat de l'Église catholique chaldéenne (à Mossoul jusqu'au début du XXe siècle, ensuite transféré à Bagdad), le second trouvé par Mgr Addaï Scher (1867-assassiné en 1915), archevêque chaldéen de Séert (août 1902-1915), dans la bibliothèque de son siège (actuellement à la Bibliothèque nationale de France, arabe 6653). Les deux volumes étant amputés au début et à la fin, aucun titre ni nom d'auteur n'est donné.
Le texte est formé de notices sur les catholicos de Séleucie-Ctésiphon, primats de l'Église d'Orient, accompagnées du récit des événements contemporains dans l'Empire perse des Sassanides et dans l'Empire romain, ainsi que de la biographie de moines et d'autres personnages célèbres (notamment des rois perses et des empereurs romains et byzantins). La première partie conservée va du règne de l'empereur Valérien (253-260) jusqu'au pontificat de Mar Farbokht (ou Perūkbūkt) vers 420, la seconde partie de la fin du pontificat de Mar Babowaï (457-484) jusqu'au début de celui de Mar Isho-Yahb III (649-660), juste après la conquête musulmane, qui est d'ailleurs jugée positivement.
Quant à la date de la rédaction du texte, une allusion au calife fatimide Ali az-Zahir, mort de la peste en 1036, a pu faire penser au XIe siècle. Mais Mgr Scher fait déjà remarquer que cette incise, étant donné la façon dont elle se présente sur le manuscrit, peut très bien être due au traducteur en arabe de l'original syriaque, voire à un simple copiste[réf. nécessaire]. En fait, il a été montré que la Chronique de Séert est une source importante de la Chronographie d'Élie de Nisibe, achevée en 1019.
À partir de ce dernier ouvrage, Pierre Nautin pense avoir établi que l'auteur de la Chronique anonyme est Ichodenah, métropolite de Bassorah au IXe siècle. On a conservé de ce prélat un ouvrage en syriaque, le Livre de la chasteté, recueil de 140 courtes notices sur « tous les Pères qui ont fondé des couvents dans le royaume des Perses ou des Arabes », ainsi que des auteurs qui ont écrit sur la vie monastique. Mais Ébedjésus de Nisibe, dans le Catalogue en vers de sa bibliothèque, attribue à Ichodenah un livre de qlisiasṭiqi, c'est-à-dire d'histoire ecclésiastique (v. 128) ; la Chronique de Séert pourrait être la traduction arabe lacunaire de cet ouvrage. Cependant, Jean Maurice Fiey a exprimé des doutes sur cette attribution.

## Édition du texte
- Chronique de Séert éditée par Mgr Scher, 1re partie dans Patrologia Orientalis, t. IV (1908), fasc. 3, avec traduction de J. Périer, et t. V (1910), fasc. 2, avec trad. de P. Dib ; 2e partie dans P. O., t. VII (1911), fasc. 2, avec trad. d'A. Scher, et t. XIII (1919), fasc. 4, avec trad. d'A. Scher. Réédition complète : Brepols, Turnhout, 1981.